# Encephalartos delucanus
Encephalartos delucanus Malaisse, Sclavo & Crosiers, 1992 è una pianta appartenente alla famiglia delle Zamiaceae, endemica della Tanzania.
L'epiteto specifico è un omaggio al botanico italiano Paolo De Luca, direttore dell'Orto botanico di Napoli.

## Descrizione
È una pianta acaule, con un fusto alto 12 cm e con 10–20 cm di diametro, ricoperto da catafilli lanceolati densamente tomentosi.

Le foglie sono lunghe 50–65 cm e sono composte da 25-35 paia di foglioline di consistenza coriacea disposte sul rachide in modo alternato, ridotte a spine verso la base del picciolo, tomentosa sul lato dorsale e glabra su quello ventrale.

È una specie dioica, di cui sono stati descritti solo esemplari maschili. Essi possiedono 1 o raramente 2 coni cilindrici, lunghi 10–20 cm e larghi 2–3 cm, di colore verde.

## Distribuzione e habitat
Questa pianta è endemica nella regione di Rukwa, nell'ovest della Tanzania. Le popolazioni si trovano nelle vicinanze di Mpanda, nei pressi dei monti Kasima e Sitebi e sulle colline Lugala. Si trovano anche a sud del fiume Ugalla.
Cresce in habitat di savana montana ai margini di boschi di miombo, ad altitudini comprese tra 1200 e 1950 m.

## Conservazione
La IUCN Red List classifica E. delucanus come specie in pericolo di estinzione (Endangered).

La specie è inserita nell'Appendice I della Convention on International Trade of Endangered Species (CITES)